# 망막 두극 세포
망막의 일부로서, 망막 두극 세포(retina bipolar cell, 망막 양극 세포)는 광수용체(간상세포와 원추세포)와 망막 신경절 세포 사이에 존재한다. 그들은 광수용체에서 신경절 세포로 신호를 전달하는 역할을 직간접적으로 수행한다.

## 같이 보기
- 두극신경세포
- 수평 세포
- 무축삭 세포